# Lemaireia chrysopeplus
Lemaireia chrysopeplus is een vlinder uit de familie nachtpauwogen (Saturniidae), onderfamilie Saturniinae.
De wetenschappelijke naam van de soort is voor het eerst geldig gepubliceerd door Toxopeus in 1940.